# 宁多夫 (迪特马申县)
宁多夫（德語：Nindorf）是德国石勒苏益格－荷尔斯泰因州的一个市镇。总面积8.73平方公里，总人口1183人，其中男性605人，女性578人（2011年12月31日），人口密度136人/平方公里。